# Memorandum
Memorandum (iz latinskog memorandum doslovno "podsjetnik" ili "ono što podsjeća na...") je dokument koji bilježi događaj, dogovor ili samo razmišljanja o nečemu.

## Vrste memoranduma
Premda postoji više osnovnih vrsta memoranduma oni se dijele na:
- Memorandum o dogovoru - dokument o poslovnom dogovoru između stranaka o budućoj zajedničkoj suradnji
- Memorandum u razumijevanju - dokument koji opisuje dogovor između različitih političkih ili poslovnih stranaka
- predsjednički memorandum je vrsta naređenja koje izdaje predsjednik SAD-a
- Sudski memorandum - je kratak memorandum u kojemu su izneseni podaci o sudskom slučaju

## Primjeri poznatih memoranduma
- NSSM 200 - američki memorandum o broju svjetskog stanovništva
- Memorandum SANU